# 圣婴圣殿
圣婴圣殿，建立於16世紀，是一座位于菲律宾宿霧市中心的天主教乙级宗座圣殿，在升为乙级宗座圣殿前曾名为「圣奥斯定堂」，為菲律賓最古老的天主堂。教堂內最著名的文物是「宿霧的聖嬰」，為1565年西班牙探險家米格爾·洛佩斯·德萊加斯皮所發現，是一座耶穌聖嬰的雕像。這個雕像與葡萄牙探險家斐迪南·麥哲倫贈與拉者（菲律賓當地統治者）胡馬邦（Rajah Humabon）妻子的聖嬰塑像相同。德萊加斯皮的軍隊是在摧毀了當地的原住民部落後，有一位士兵發現了一个烧焦的木盒子，在裡面發現了上述的聖嬰塑像。1521年4月14日，胡馬邦受洗改信天主教，在米格爾·洛佩斯·德萊加斯皮發現雕像40年前，距今這個雕像己將近500年。
1965年，教宗保祿六世將教堂提升至宗座聖殿的地位，並將教堂命名「菲律賓天主教發祥及茁壯之象徵」。
現今的建築是在1739年至1740年間完工，為當今菲律賓聖所中最古老的宗教建物。每周五 5:00 am 至午夜 12:00會為聖嬰及諾維納（novena）信徒舉行彌撒。

## 歷史

### 以前的聖嬰聖殿
圣婴教堂起初是由一个奥斯定会教士安德烈斯·德·乌达内塔（Andrés de Urdaneta）在1565年4月28日创建。教堂和修道院一開始土、硬木以及水椰所建造。但後來雙雙於1566年11月1日焚毀。1605年，佩德羅·托雷斯牧師（Rev. Pedro Torres）重建教堂，並於1626年完工。但第二座教堂又再次於1626年3月焚毀。胡安·德·麥地那牧師（Rev. Juan de Medina）立即擔起了教堂第二次重建的工作，這次的教堂是由石頭及磚塊構築，但後來因為磚牆的整體感出現問題而停工。

### 現在的聖嬰聖殿
本圣殿仍由奥斯定会擁有。
1735年，西班牙菲律賓總督费尔南多·巴尔德斯·y·多闻（Fernando Valdés y Tamon）訂購了一批堅硬石材來建造教堂。2月29日，伯加諾（Bergaño）神父，總督费尔南多·巴尔德斯·y·多闻，宿霧主教曼努埃爾·安東尼奧·迪西歐（Manuel Antonio Decio y Ocampo）及胡安·阿爾巴蘭神父（Rev. Juan de Albarran），開始教堂的建造。建築由胡安·阿爾巴蘭設計，並於1739年至1740年間完工。而修道院及圖書館則至1764年才完工。
1965年，適逢菲律賓天主教奠基四百周年，教宗保禄六世将本教堂升格为乙级宗座圣殿。本圣殿由菲律賓宿霧奥斯定会擁有。（Augustinian Province of Sto. Niño de Cebu, Philippines）。

### 朝聖中心
1990年9月起，每周五的彌撒移至新建的朝聖中心舉行，以容納更多的信眾。朝聖中心位於教堂前方，為一個像是劇場的露天開放空間，約可容納約3500人。

### 2013年保和島地震
2013年10月15日約早上8:00（GMT+8），保和島塔比拉蘭發生了一場規模7.2的地震，整個維薩亞斯群島都有感。這場地震造成逾120人死傷，財產損失數百萬計，許多歷史建築遭到嚴重損壞，包括聖嬰聖殿。地震摧毀了大多數的鐘塔和立面，有些牆壁和濕壁畫毀損。
在評估之後，在教堂舉行彌撒被認為是安全無虞的。但在接下來的數月仍禁止進行在此地進行彌撒，以評估脫落石材用於修復的可行性，並在地震之後開始修復的工作。菲律賓歷史協會（Philippine Historical Association）認為聖殿必須修復，因為她是菲律賓最古老的教堂。點選連結 （页面存档备份，存于）可看到教堂崩毀的影片。

## 博物馆
圣殿内的一个小型博物馆展示了宿霧市悠久的基督教传统。许多古代物品被展出，其中包括百年老家具，教士的祭袍，以及信众敬献给圣婴的各式斗篷。宗教物品如塑像和小像与来自附近修道院的日常生活用品也被展示出来。在这里还能见到一些玩具；据称它们和一个由十五颗珠子串成的巨大的圣婴玫瑰念珠一样，都是献给圣婴的礼物。

## 聖殿教堂圖書館
早年僅供修士使用。直到2000年，聖殿圖書館才對所有非文書研究人員開放。館藏不僅只有宗教類書籍，包括歷史、自然、哲學、菲律賓文獻、期刊，及其他類別。

## 榮譽
本教堂及聖嬰修道院於1941年被指定為國家歷史名勝。

## 位置
聖嬰聖殿的入口位於歐斯瑪納大道（Osmeña Boulevard）上，往北兩個街區即是宿霧都會大教堂，為天主教宿霧總教區所在地。

## 圖片

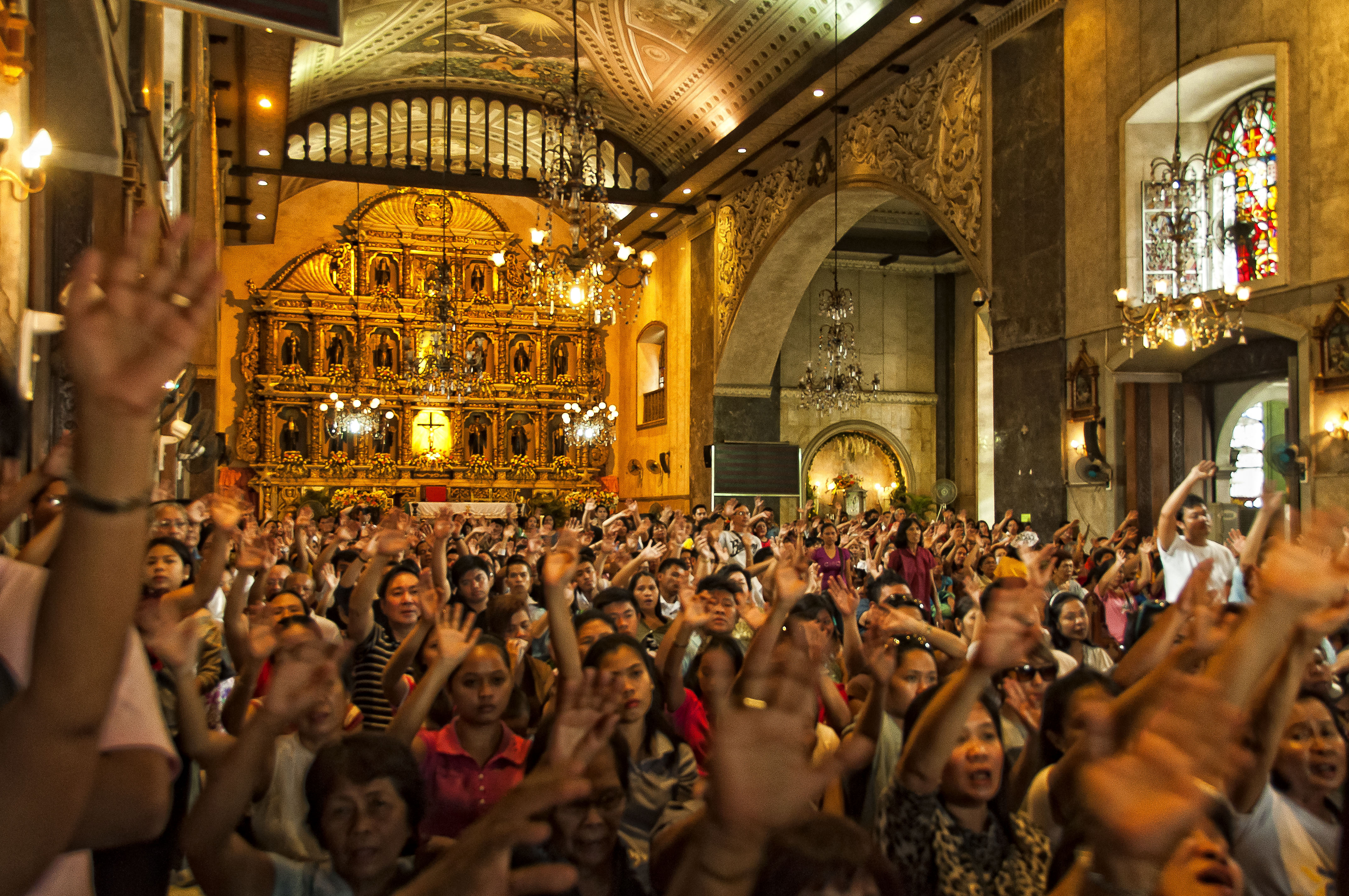
聖嬰聖殿內部
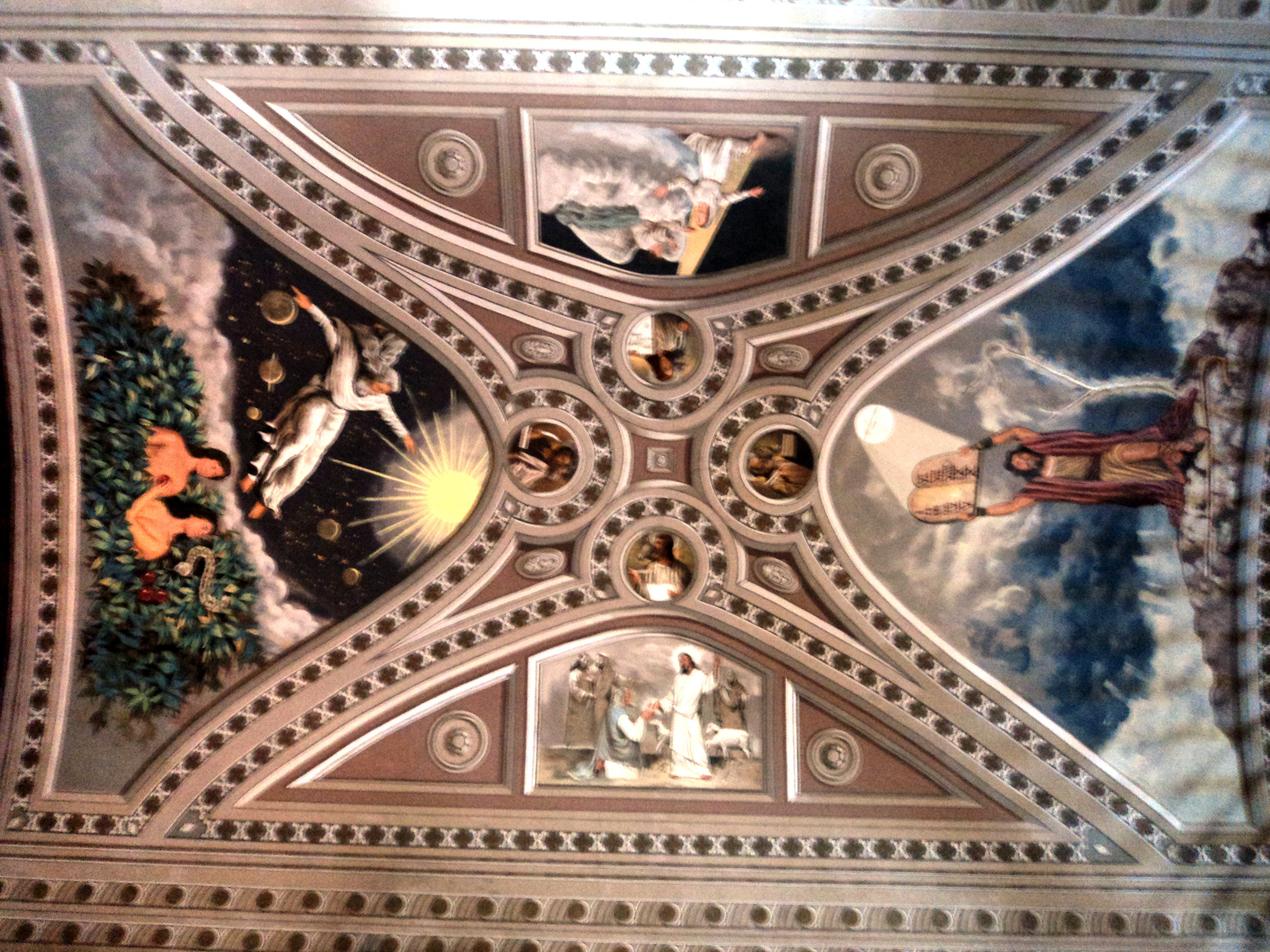
聖殿天花板的濕壁畫
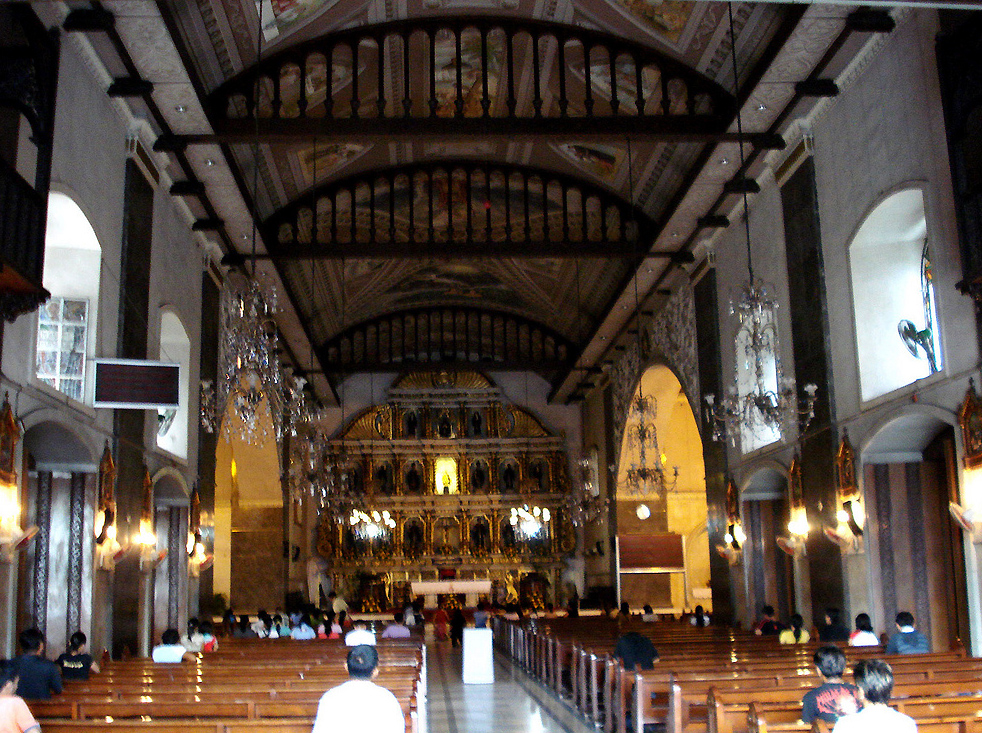
聖殿內部
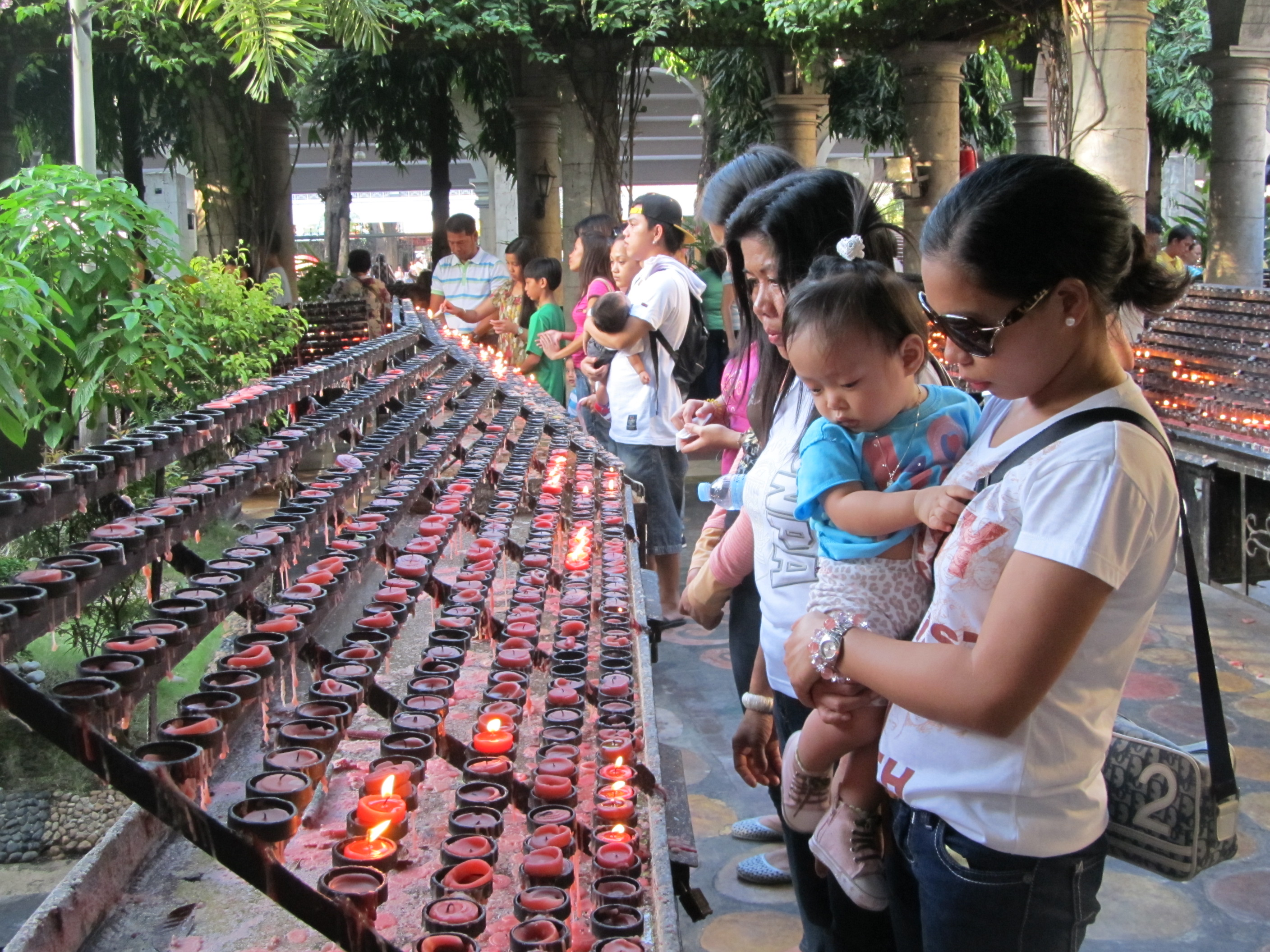
在聖殿內點燭祈福
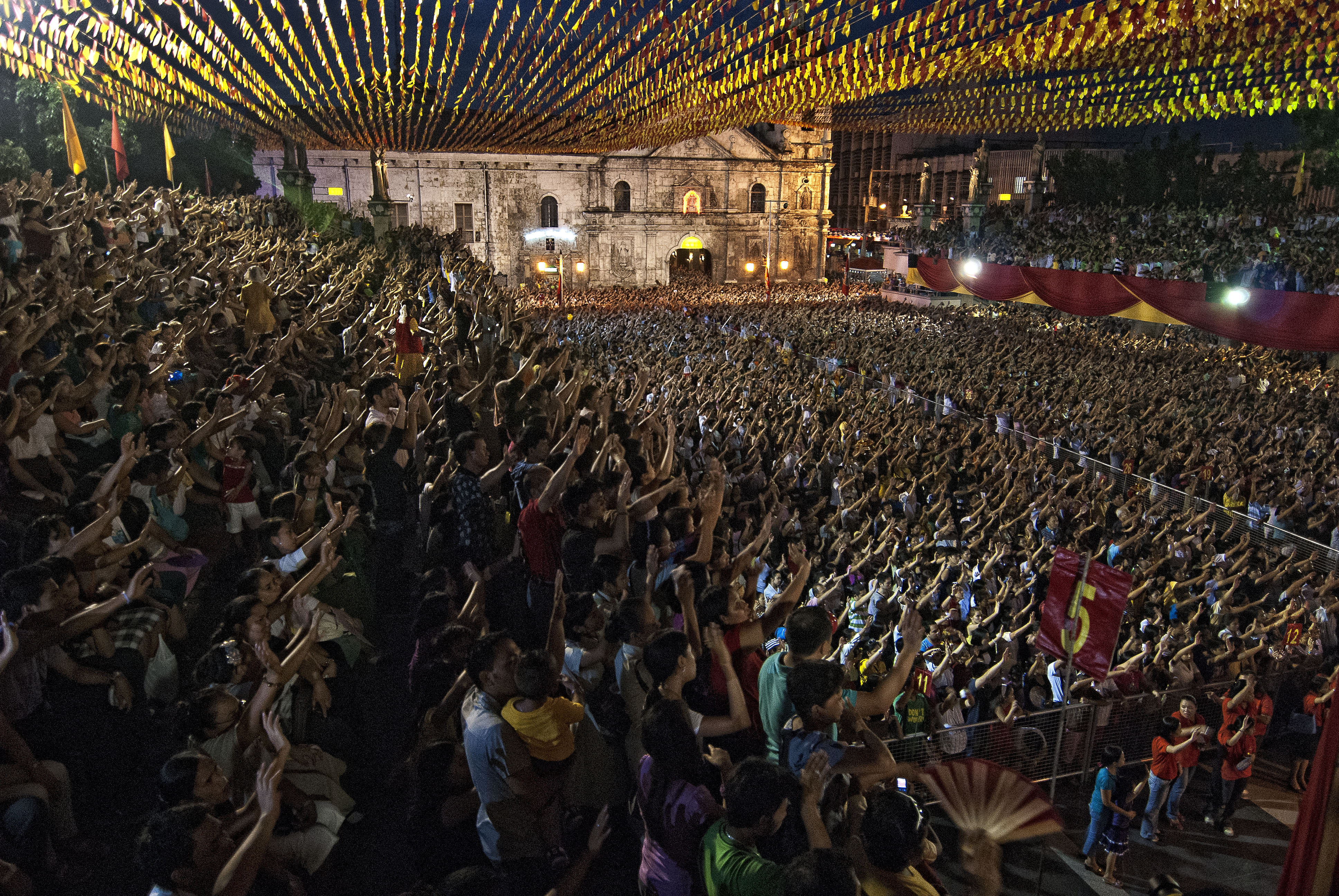
聖殿前朝聖中心舉行彌撒
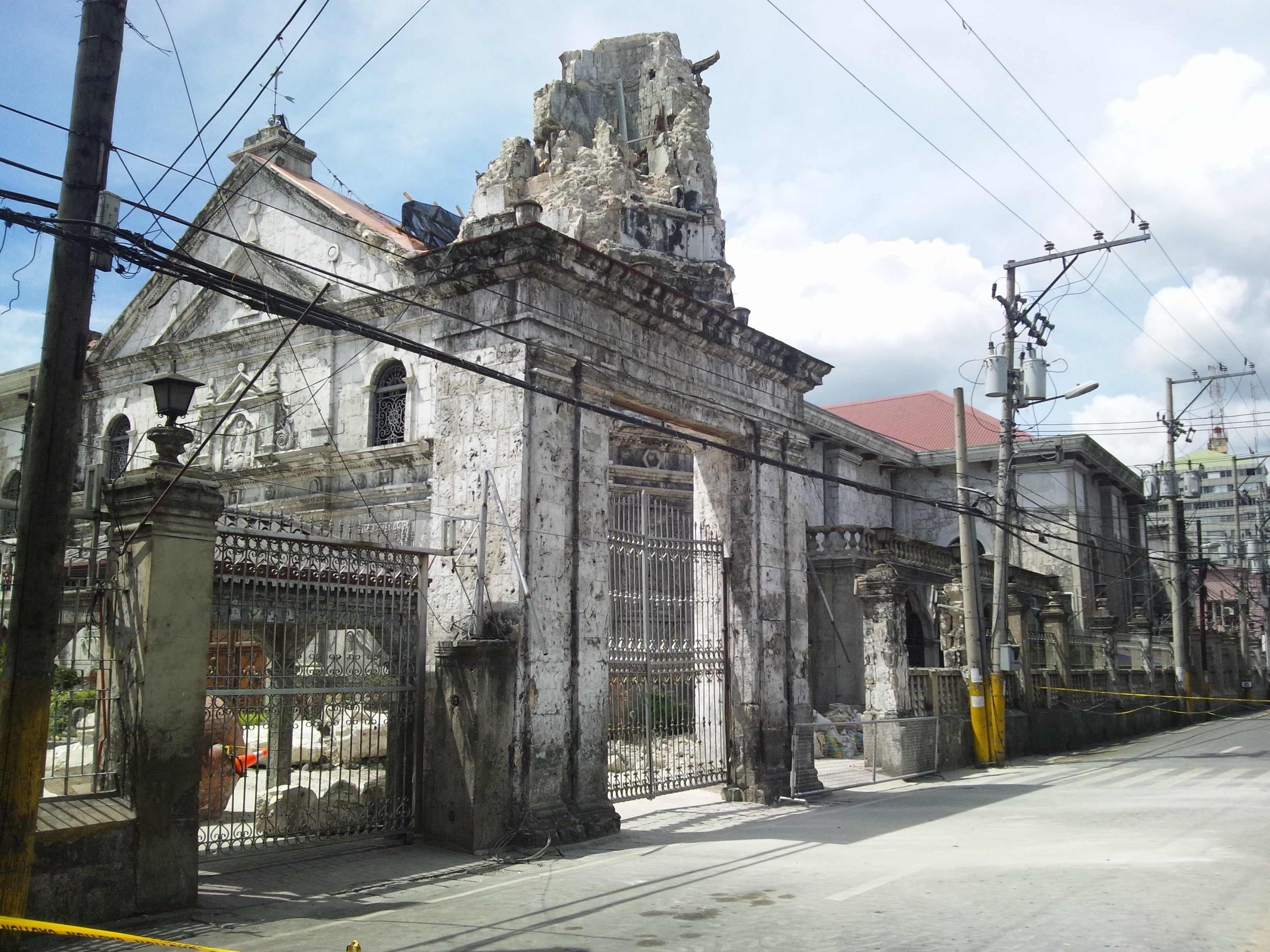
保和地震後的聖殿